# Saxthorpe
Saxthorpe är en by i civil parish Corpusty and Saxthorpe, i distriktet North Norfolk, i grevskapet Norfolk i England. Byn är belägen 9 km från Aylesham. Saxthorpe var en civil parish fram till 1935 när blev den en del av Corpusty. Civil parish hade 230 invånare år 1931. Byn nämndes i Domedagsboken (Domesday Book) år 1086, och kallades då Sastorp/Saxiorp/Saxthorpe.